# Southwest Division
De Southwest Division is een competitie in de NBA die onder de Western Conference valt. De NBA is opgedeeld in 2 zogenaamde conferences, die vervolgens weer opgedeeld zijn in 3 divisies.
De divisies worden ingedeeld door geografische ligging. De Southwest Division bestaat sinds 2004.

## Deelnemers
- Dallas Mavericks
- Houston Rockets
- Memphis Grizzlies
- New Orleans Hornets
- San Antonio Spurs

### Kampioenen
| Jaar | Team                |
| ---- | ------------------- |
| 2005 | San Antonio Spurs   |
| 2006 | San Antonio Spurs   |
| 2007 | Dallas Mavericks    |
| 2008 | New Orleans Hornets |
| 2009 | San Antonio Spurs   |
| 2010 | Dallas Mavericks    |
| 2011 | San Antonio Spurs   |
| 2012 | San Antonio Spurs   |
| 2013 | San Antonio Spurs   |
| 2014 | San Antonio Spurs   |
| 2015 | Houston Rockets     |
| 2016 | San Antonio Spurs   |
| 2017 | San Antonio Spurs   |
| 2018 | Houston Rockets     |
| 2019 | Houston Rockets     |
| 2020 | Houston Rockets     |
| 2021 | Dallas Mavericks    |
| 2022 | Memphis Grizzlies   |
| 2023 | Memphis Grizzlies   |
| 2024 | Dallas Mavericks    |
| 2025 | Houston Rockets     |